# 恐怖の吸血美女
『恐怖の吸血美女』（英：Lust for a Vampire）は、1971年に製作されたイギリスのハマー・フィルム・プロダクションが製作したホラー映画。
『ドラキュラ血のしたたり』と共に、『バンパイア・ラヴァーズ』の後継作とされている。

## キャスト
- ミルカーラ/カーミラ・カルンシュタイン：ユッテ・ステンスガード
- ジャイルズ・バートン：ラルフ・ベイツ
- ヘリツェン：バーバラ・ジェフォード
- ジャネット：スザンナ・リー
- リチャード：マイケル・ジョンソン
- マイク・レイブン
- シンプソン：ヘレン・クリスティ
- スーザン：ピッパ・スティール
- レイモンド：デヴィッド・ヒーリー